# Hyphessobrycon luetkenii
Hyphessobrycon luetkenii és una espècie de peix de la família dels caràcids i de l'ordre dels caraciformes.

## Morfologia
- Els mascles poden assolir 6,9 cm de llargària total.[5]

## Hàbitat
Viu a àrees de clima subtropical entre 22 °C - 26 °C de temperatura.

## Distribució geogràfica
Es troba a Sud-amèrica: conques dels rius Uruguai (a Rio Grande do Sul), Paraíba do Sul (a l'Estat de Rio de Janeiro) i Paraguai.